# Campionato africano maschile di pallacanestro 1972
Il 6º Campionato Africano Maschile di Pallacanestro FIBA si è svolto dal 25 dicembre 1971 al 2 gennaio 1972 a Dakar in Senegal. Il torneo è stato vinto dal Senegal padrone di casa.
I Campionati africani maschili di pallacanestro sono una manifestazione disputata dalle squadre nazionali del continente, organizzata dalla FIBA Africa, all'epoca AFABA.

## Squadre partecipanti
| Gruppo A                                                    | Gruppo B                                                                |
| ----------------------------------------------------------- | ----------------------------------------------------------------------- |
| - Camerun - Madagascar - Mali - Nigeria - Senegal - Tunisia | - Costa d'Avorio - Egitto - Marocco - Rep. Centrafricana - Sudan - Togo |

## Classifica finale
| Campione d'Africa                                                                                                 | Campione d'Africa  | Campione d'Africa                                                              |
| --- | ------------------ | ------------------------------------------------------------------------------ |
| Senegal Camara, Diandy, P. Diop, Fall, Guèye, Lopis, N'Diaye, Sène, Sagna, Seck, Thiam, Traoré, All. Alioune Diop |                    |                                                                                |
| Argento | Egitto             | Template:Egitto di pallacanestro ai campionati africani 1972                   |
| Bronzo | Mali               | Template:Mali di pallacanestro ai campionati africani 1972                     |
| 4. | Rep. Centrafricana | Template:Repubblica Centrafricana di pallacanestro ai campionati africani 1972 |
| 5. | Tunisia            | Template:Tunisia di pallacanestro ai campionati africani 1972                  |
| 6. | Sudan              | Template:Sudan di pallacanestro ai campionati africani 1972                    |
| 7. | Marocco            | Template:Marocco di pallacanestro ai campionati africani 1972                  |
| 8. | Camerun            | Template:Camerun di pallacanestro ai campionati africani 1972                  |
| 9. | Madagascar         | Template:Madagascar di pallacanestro ai campionati africani 1972               |
| 10. | Costa d'Avorio     | Template:Costa d'Avorio di pallacanestro ai campionati africani 1972           |
| 11. | Togo               | Template:Togo di pallacanestro ai campionati africani 1972                     |
| 12. | Nigeria            | Template:Nigeria di pallacanestro ai campionati africani 1974                  |